# 미오덴토사우루스

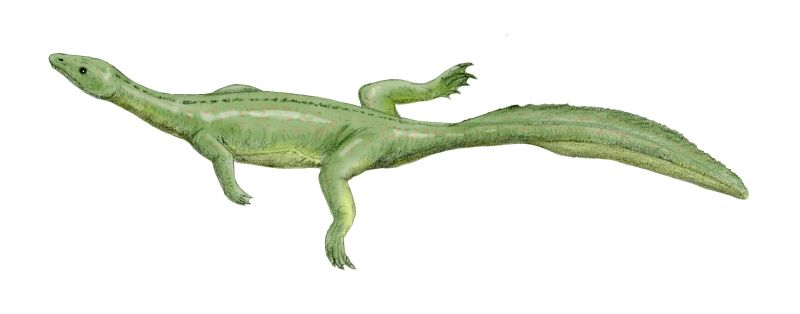

미오덴토사우루스(학명:Miodentosaurus brevis)는 기룡목 탈라토사우루스과에 속하는 기룡이다. 지금은 멸종된 종으로 몸길이가 3~4m인 중형급의 기룡에 속한다.

## 특징
미오덴토사우루스(Miodentosaurus)는 탈라토사우루스(talatotosaurus)로, 독립적으로 움직일 수 있는 숫자로 긴 노들 모양의 꼬리와 짧은 다리를 가진 해양 파충류 동물이다. 미오덴토사우루스(Miodentosauroid)는 특별히 아스케프토사우루스(Askeptosauroid)로 다소 곧은 코를 가진 탈라토사우루스의 특정 집단 미오덴토사우루스는 아스케프토사우루스(매우 길고 이빨이 많은 탈라토사우루스)와 밀접한 관계가 있음에도 불구하고 전축과 틀니에 원뿔형 치아가 몇 개밖에 없는 꽤 짧은 코누(머리의 나머지 부분보다 작다)를 가지고 있었다. 비록 이러한 주둥이의 구성이 다른 탈라토사우루스에서는 알려져 있지 않지만 미오덴토사우루스는 10개의 목 척추뼈와 큰 소나무 포아멘을 갖는 것과 같은 많은 다른 특징들을 아스케프토사우루이드와 공유한다. 미오덴토사우루스는 독특한 두개골 외에도 특징적으로 납작한 앞발톱을 가지고 있으며 알려진 두 표본은 모두 길이가 4미터가 넘는 것으로 알려져 있는 가장 큰 탈라토사우루스의 하나이다. 분류학적으로 따지면 미오덴토사우루스(Miodentosaurus)는 중국 후기 트라이아스기의 탈라토사우루스(멸종한 해양 파충류의 일종)의 속이다. 샤오와 포메이션에서 발견된 몇몇 탈라토룡 중 하나로 팔랑 포메이션의 와야오 멤버로도 알려져 있다. 속명 "Miodentosaurus"는 "Few toothed-lizard"로 번역되는 반면 종 이름 "brevis"는 짧은 주둥이에 대해 "짧은"을 의미한다. 정식적인 학명인 Miodentosaurus brevis의 홀로타입, NMNS 004727 / F003960이 잘 보존되어 있고 꽤 완전한 관절형 골격이다. 그것은 중국의 카니안 시대 샤오와 포메이션(또는 팔랑 포메이션의 와야오 멤버)에서 발견되었는데 안순사우루스 황구오슈엔시스(Anshunsaurus Huanguosuensis)와 콩카비스피나 바이세리덴스(Concavisina biseridens)라는 다른 탈라토룡들이 발견되었다. 두개골과 하악물은 2007년에 설명한 첫 번째 요소인 반면 후두골은 2009년에 기술되었다. 훨씬 더 완전한 표본인 ZMNH M8742가 2010년에 설명되었다. 이 표본은 알려진 가장 완전한 탈라토사우르 해골 중 하나이며 또한 골반, 메타타르, 코라코이드 형상이 홀로타입의 그것과 다른 것을 묘사하고 있어 속내의 개별적인 변동의 예를 보여준다. 또한 양턱에는 크고 날카로운 톱니와 삼각형 모양의 이빨을 가지고 있으며 이를 통해 먹이를 사냥했을 것으로 보인다. 먹이로는 당대에 서식했던 물고기, 무척추동물, 연체동물과 같은 육식성의 먹이를 주로 섭이했을 포식자로 추정된다.

## 생존시기와 서식지와 화석의 발견
미오덴토사우루스가 생존하던 시기는 중생대의 트라이아스기 후기로서 지금으로부터 2억년전~1억 8천만년전에 생존했던 공룡이다. 생존했었던 시기에는 중국을 중심으로 하는 아시아의 서부 태평양과 인도양에서 주로 서식했던 공룡이다. 화석의 발견은 2007년에 중국의 트라이아스기에 형성된 지층에서 중국의 고생물학자들에 의해 처음으로 화석이 발견되어 새롭게 명명된 종이다.

## 같이 보기
- 파충류
- 중생대
- 트라이아스기
- 기룡
- 공룡
- 화석